# Maestría en Economía
La Maestría en Economía (MEcon o MSc en Economía) es un título de posgrado otorgado por muchas universidades y colegios para completar un programa de estudios avanzados en economía.  
Comprende formación en teoría económica, econometría y/o economía aplicada. Las variantes son la Maestría en Ciencias Económicas y la Maestría en Economía Aplicada.
Los estudiantes de maestría en economía a menudo tienen la oportunidad de elegir entre diferentes áreas de concentración, como el crecimiento y el desarrollo económico, la economía aplicada, la economía política o la economía de la innovación. Los graduados de la maestría en economía a menudo continúan su carrera en el mundo académico o en el sector privado como economistas, analistas económicos, analistas o científicos de datos económicos y de negocio, consultores, entre otros.

## Estructura
Por lo general, el plan de estudios de la Maestría en Economía se estructura en torno a temas básicos, con cursos opcionales complementarios al enfoque del programa. Los módulos básicos suelen incluir teoría microeconómica, teoría macroeconómica y econometría. En este nivel, se tratan temas como los microfundamentos y el equilibrio general dinámico estocástico, y se permite la heterogeneidad al relajar la idea de un agente representativo. A veces, se introducen también temas de economía heterodoxa. La econometría amplía el conocimiento adquirido durante la licenciatura en economía, incluyendo regresión lineal múltiple y series temporales multivariadas, e introduce métodos de ecuaciones simultáneas y modelos lineales generalizados. Algunos programas también incluyen la teoría de juegos, la ciencia de datos aplicada a la economía y la economía computacional. Algunos programas de doctorado también incluyen trabajo básico en historia económica.
Los títulos centrados en la teoría tendrán un enfoque más matemático en los temas básicos y enfatizarán la teoría econométrica en lugar de las técnicas y el software econométrico; estos también requerirán un curso separado en economía matemática. Sin embargo, tenga en cuenta que, independientemente del enfoque, la mayoría de los programas «ahora ponen un marcado énfasis en la primacía de las matemáticas» y, por lo tanto, muchas universidades también requieren «técnicas cuantitativas», especialmente en casos en los que la economía matemática no es un curso básico.
Los cursos opcionales o adicionales dependerán del énfasis del programa. En los títulos centrados en la teoría y aquellos que preparan a los estudiantes para el trabajo de doctorado, este trabajo de curso a menudo se trata de los mismos temas básicos, pero con mayor profundidad. En títulos finales, aplicados o centrados en la carrera, las opciones pueden incluir finanzas públicas, economía laboral, financiera, de desarrollo, industrial, de la salud o agrícola. Estos títulos también pueden permitir una especialización en una de estas áreas, y pueden denominarse correspondientemente (por ejemplo, Maestría en Economía Financiera, Maestría en Economía Internacional, Maestría en Economía del Desarrollo, Maestría en Desarrollo Económico Sostenible y Maestría en Economía Agrícola). Recientemente, la Maestría en Economía Aplicada, más general, combina la teoría económica con selecciones de finanzas y análisis de datos, incluyendo el aprendizaje automático y la ciencia de datos.
Los requisitos de ingreso para una Maestría en Economía suelen incluir un trabajo de pregrado en economía basado en cálculo, por lo menos a nivel intermedio, y a menudo como especialización. Además, se requiere un nivel suficiente de capacitación matemática, que puede incluir cursos de probabilidad y estadística, cálculo multivariable, cálculo lineal, álgebra y, en algunos casos, análisis matemático.

## Instituciones
| Grado(s)                                                | Facultad/Unidad                                            | Institución                                                 |
| ------------------------------------------------------- | ---------------------------------------------------------- | ----------------------------------------------------------- |
| Maestría en Ciencias Económicas                         | Escuela Superior de Economía                               | Instituto Politécnico Nacional                              |
| Maestría en Economía                                    | Facultad de Economía                                       | Benemérita Universidad Autónoma de Puebla                   |
| Maestría en Economía Aplicada                           | Campus Río Hondo                                           | Instituto Tecnológico Autónomo de México                    |
| Maestría en Economía Aplicada                           | Campus Monterrey                                           | Instituto Tecnológico y de Estudios Superiores de Monterrey |
| Maestría en Economía                                    | Centro Universitario de Ciencias Económico-Administrativas | Universidad de Guadalajara                                  |
| Maestría en Ciencias Económicas                         | Facultad de Economía y Relaciones Internacionales          | Universidad Autónoma de Baja California                     |
| Maestría en Economía                                    | Facultad de Economía                                       | Universidad Autónoma de Nuevo León                          |
| Maestría en Economía                                    | Unidad Azcapotzalco                                        | Universidad Autónoma Metropolitana                          |
| Maestría en Ciencias Económicas                         | Unidad Azcapotzalco, Unidad Xochimilco y Unidad Iztapalapa | Universidad Autónoma Metropolitana                          |
| Maestría en Economía, Gestión y Políticas de Innovación | Unidad Xochimilco                                          | Universidad Autónoma Metropolitana                          |
| Maestría en Economía                                    | Facultad de Economía                                       | Universidad Nacional Autónoma de México                     |
| Maestría en Economía                                    | Facultad de Estudios Superiores Aragón                     | Universidad Nacional Autónoma de México                     |